# Zsófia Sarolta brit királyné
 Zsófia Sarolta brit királyné, született Zsófia Sarolta mecklenburg-strelitzi hercegnő (Sophie Charlotte, Herzogin zu Mecklenburg [-Strelitz]), 1744. május 19. – 1818. november 17.) Nagy-Britannia és Írország Egyesült Királyságának királynéja, III. György brit király felesége.

## Élete

### Származása
Sarolta hercegnő Károly Lajos Frigyes mecklenburg-strelitzi herceg és Erzsébet Albertin szász-hildburghauseni hercegnő hat gyermeke között a legkisebb leány volt. Nővére, Christiane mecklenburgi hercegnő a skót John Ker, Roxburghe 3. hercege választottja volt, de az ő frigyük elmaradt. Nemcsak a társadalmi szokásokkal volt ellentétes, hogy egy idősebb nővér egy alacsonyabb rangú férfihoz menjen feleségül, mint a fiatalabb testvére, de az udvari etikett úgy rendelkezett, hogy egy idősebb hercegnő nem lehet fiatalabb nővér alattvalója.

### Házassága
Az esküvő III. Györggyel 1761. szeptember 8-án Londonban volt.  Sarolta akkor 17 éves volt.

## További információk

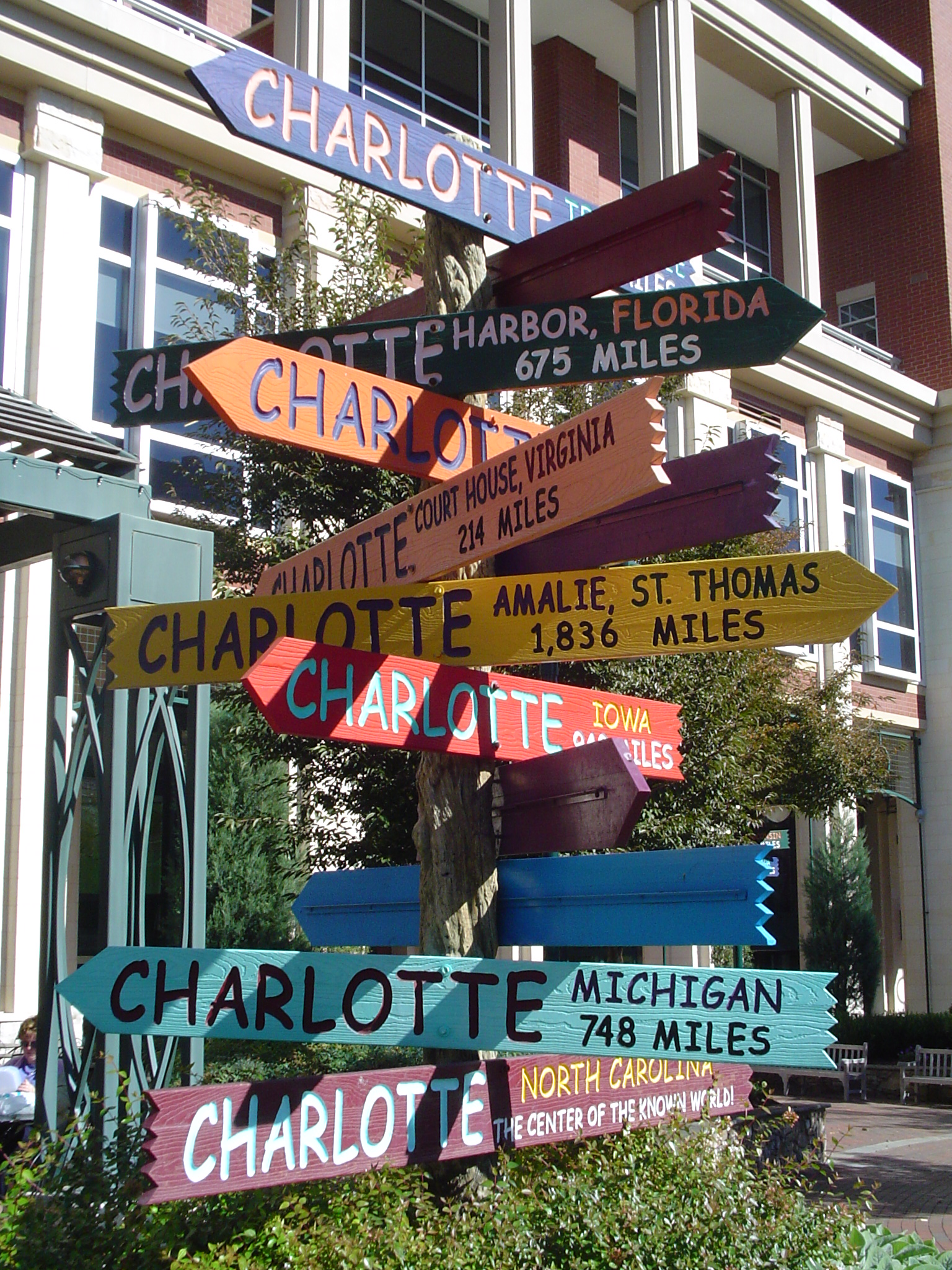
Útmutatók Charlotte-ban (Észak-Karolina)

## Gyermekei
15 gyermeke született:
| Név                     | Születés             | Halál                | Megjegyzés |
| ----------------------- | -------------------- | -------------------- | --- |
| IV. György              | 1762. augusztus 12.  | 1830. június 26.     | Nagy-Britannia uralkodója 1820. január 29. és 1830. június 26. között, aki először a kétszeres özvegy Maria Fitzherbertet vette el 1785. december 15-én, ám frigyüket érvénytelenítették, így másodjára is megnősült. Ezúttal Karolina braunschweigi hercegnőt vezette oltár elé, 1795. április 8-án. |
| Frigyes Ágost           | 1763. augusztus 16.  | 1827. január 5.      | York és Albany hercege, aki 1791. szeptember 29-én nőül vette Friderika Sarolta porosz királyi hercegnőt. |
| IV. Vilmos              | 1765. augusztus 21.  | 1837. június 20.     | Nagy-Britannia királya 1830. június 26. és 1837. június 20. között, aki 1818. július 11-én Szász-Meiningeni Adelheid Amália Lujza Terézia Karolina hercegnőt vette feleségül. |
| Sarolta Auguszta Matild | 1766. szeptember 29. | 1828. október 6.     | 1797. május 18-án hozzáment az özvegy, négygyermekes Frigyes württembergi királyhoz. |
| Eduárd Ágost            | 1767. november 2.    | 1820. január 23.     | Kent és Strathearn hercege, aki 1818. május 29-én feleségül vette az özvegy, kétgyermekes Szász-Coburg-Saalfeldi Mária Lujza Viktória hercegnőt. Az ő egyetlen gyermekük lett a későbbi Viktória brit királynő.                                                                                       |
| Auguszta Zsófia         | 1768. november 8.    | 1840. szeptember 22. | Soha nem ment férjhez, és gyermeke sem született. |
| Erzsébet                | 1770. május 22.      | 1840. január 10.     | Ő először George Ramus-hoz ment hozzá, és egy leányuk is született 1788-ban, Eliza, ám frigyüket érvénytelenítették, ezért 1818. április 7-én nőül ment VI. Frigyeshez, Hesse-Homburg tartománygrófjához.                                                                                             |
| Ernő Ágost              | 1771. június 5.      | 1851. november 18.   | I. Ernő Ágost néven hannoveri király lett 1837. június 20. és 1851. november 18. között, aki 1815. május 29-én feleségül vette a kétszeres özvegy, tízgyermekes Mecklenburg-Strelitzi Friderika Lujza Karolina nagyhercegnőt                                                                          |
| Ágost Frigyes           | 1773. január 27.     | 1843. április 22.    | Sussex hercege, aki először Lady Augusta Murray-t vette feleségül 1793. április 4-én, utána pedig 1831. május 2-án Lady Cecilia Letitia Underwoodot. |
| Adolf Frigyes           | 1774. február 24.    | 1850. július 8.      | Cambridge hercege, aki 1818. június 1-jén nőül vette Auguszta Vilhelmina Lujza hesse-kasseli tartománygrófnőt. |
| Mária                   | 1776. április 25.    | 1857. április 30.    | 1816. július 22-én hozzáment Vilmoshoz, Gloucester és Edinburgh hercegéhez. |
| Zsófia Matilda          | 1777. november 3.    | 1848. május 27.      | Hajadonként és gyermektelenül hunyt el. |
| Oktáviusz               | 1779. február 23.    | 1783. május 3.       | Egy gyermekbetegség okozta halálát. |
| Alfréd                  | 1780. szeptember 22. | 1782. augusztus 20.  | Egy gyermekbetegség okozta halálát. |
| Amélia                  | 1783. augusztus 7.   | 1810. november 2.    | Hajadonként és gyermektelenül hunyt el. |